# Glass Tiger
Glass Tiger — канадская рок-группа, созданная в 1981 году в Ньюмаркете (Онтарио). История группы включает два периода — до 1993 и с 2003 года, когда она собралась вновь как гастрольный коллектив. Возобновила выпуск альбомов в конце второго десятилетия XXI века. Группа завоевала несколько премий «Джуно» (в том числе за альбом года и сингл года), была претендентом на премию «Грэмми» лучшему новому исполнителю (1987) и удостоилась звезды на Аллее славы Канады (2023).

## История
Согласно официальному сайту группы, она сформировалась в 1981 году в Ньюмаркете (Онтарио) под названием Tokyo. Дж. К. Монгер на сайте AllMusic датирует создание группы 1983 годом. Первоначально в ее состав входили вокалист Алан Фрю, гитарист Эл Коннелли, басист Уэйн Паркер, клавишник Сэм Рид и ударник Майкл Хэнсон. Участники нового коллектива играли до этого в группах Onyx и The End. В 1985 году группа сменила название на Glass Tiger.
Подписав контракт с лейблом Capital Records, Glass Tiger выпустили с ним свой дебютный альбом The Thin Red Line (Cap ST-6527) в 1996 году. Этот диск побил рекорды скорости продаж для дебютных альбомов в Канаде, пять синглов с него вошли в хит-парады, включая завоевавшие популярность за рубежом «Don’t Forget Me (When I’m Gone)» и «Someday». По итогам 1986 года Glass Tiger стали трехкратными лауреатами премии «Джуно» — как самая перспективная новая группа, за альбом года и за сингл года (в этой номинации победила песня «Don’t Forget Me»). На следующий год «Джуно» за сингл года завоевал еще один сингл с дебютного альбома — «Someday». Glass Tiger также стали в 1987 году номинантами на премию «Грэмми» лучшему новому исполнителю. Суммарные продажи The Thin Red Line принесли альбому четырехкратную платиновую сертификацию в Канаде.
В 1988 году вышел второй альбом группы Diamond Sun (Cap C11V-48684). Целый ряд песен с него также стали хитами в Канаде, в частности, песня «I’m Still Searching» поднялась в национальном чарте до второго места. Альбом был распродан в Канаде трижды платиновым тиражом. В этом году к премиям «Джуно», завоеванным группой, добавилась награда лидеру индустрии развлечений года (англ. entertainer of the year).
В том же году из Glass Tiger ушел барабанщик Майкл Хэнсон. В гастрольном составе группы его заменил Рэндол Корьелл, а в студийных записях отметились несколько разных ударников. Третий альбом Glass Tiger Simple Mission (Cap 92922) вышел на компакт-дисках и компакт-кассетах в 1991 году и демонстрировал более агрессивный стиль музыки, чем первые два, став особенно популярным у молодежной аудитории. Песни из этого альбома «Animal Heart», «Rhythm of Your Love» и «My Town» стали хитами. «My Town», в котором Фрю исполнял вокальную партию вместе с Родом Стюартом, вошла в чарты и в Великобритании.
В 1980-х и начале 1990-х годов группа, помимо Канады, выступала в США (на разогреве у Journey) и в Европе (с Тиной Тернер в 1997 и с группой Roxette в 1991 году). В 1993 году члены Glass Tiger прекратили совместные выступления, но вновь собрались вместе десятилетие спустя для гастрольных выступлений. В обновленном составе место ударника занял Кристофер Макнил. В конце 2010-х и начале 2020-х годов группа выпустила несколько новых альбомов — лонг-плей 31 и мини-альбом 33 (приуроченные соответственно к 31-й и 33-й годовщине выхода первого альбома) и свой первый рождественский альбом Songs for a Winter’s Night, в который вошли как оригинальные треки, так и кавер-версия одноименного шлягера Гордона Лайтфута. В записи первого после перерыва альбома группы, помимо основного состава, в качестве приглашенных исполнителей участвовали Джулиан Леннон и Алан Дойл.
В 2023 году группа удостоилась звезды на Аллее славы Канады.

## Альбомы
- 1986 — The Thin Red Line (EMI)
- 1988 — Diamond Sun (Capitol Records)
- 1991 — Simple Mission (EMI)
- 1993 — The Best of Glass Tiger: Air Time(сборник, Capitol Records)
- 2005 — No Turning Back: 1985—2005 (сборник, EMI/Capitol Records)
- 2005 — Live in Concert (концертный, Koch Records)
- 2012 — Then Now Next (сборник, EMI)
- 2018 — 31 (HALO/Warner Music)
- 2019 — 33 (EP, Willow)
- 2020 — Songs for A Winter’s Night (Willow)